# انرژی زمین گرمایی در نیوزیلند

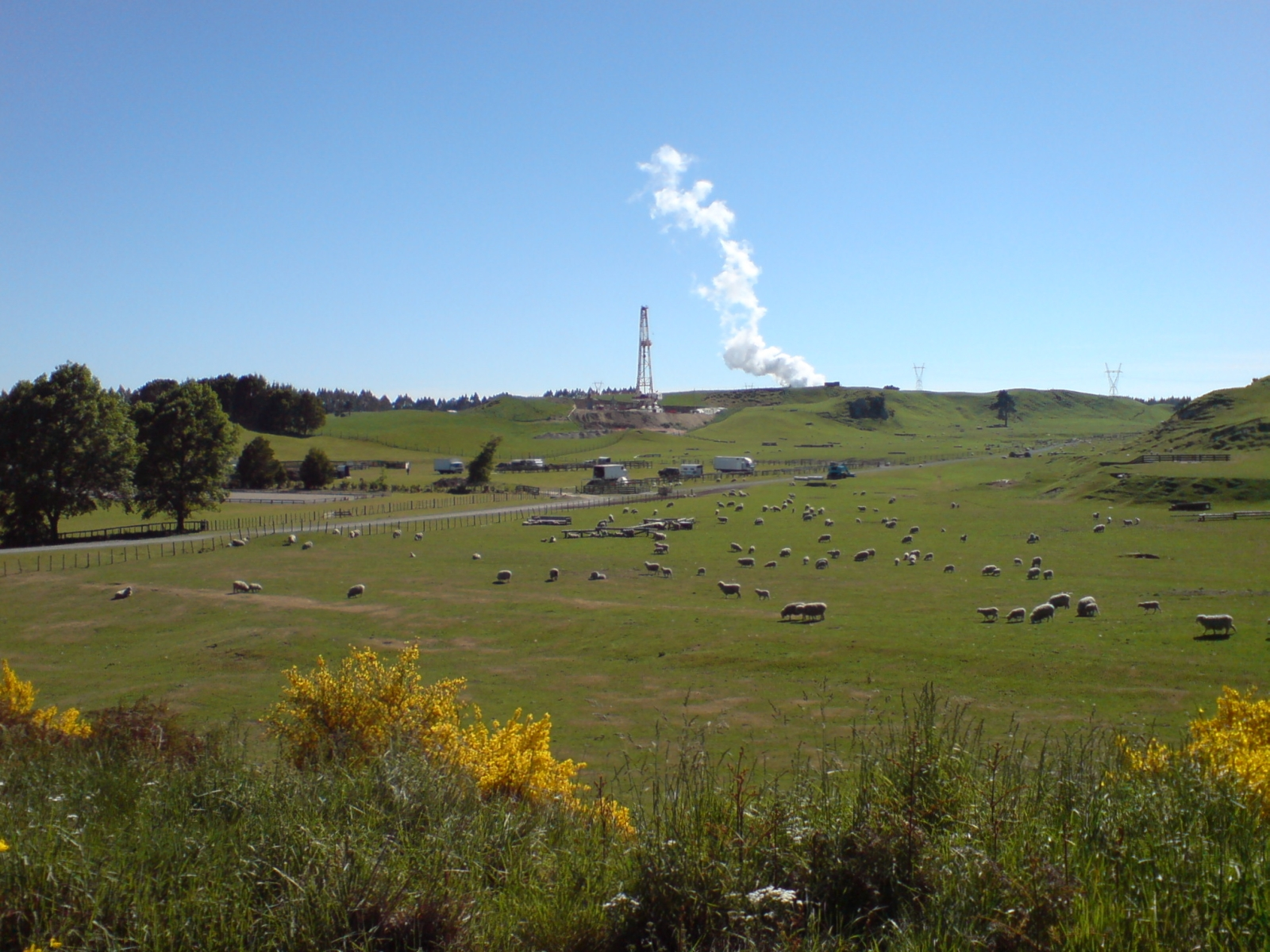
حفاری زمین‌گرمایی جدید در شمال تائوپو (۲۰۰۷)

انرژی زمین‌گرمایی در نیوزیلند بخش قابل توجهی از ظرفیت تولید انرژی این کشور را تشکیل می‌دهد و ۲۵٪ از کل عرضه انرژی و ۱۹٪ از تولید برق در سال ۲۰۲۱ را تشکیل می‌دهد. این امر، نیوزیلند را در بین کشورهای عضو آژانس بین‌المللی انرژی (IEA) در جایگاه برترین کاربر انرژی زمین‌گرمایی، هم در تأمین کل انرژی و هم در تولید برق قرار می‌دهد.
انرژی زمین‌گرمایی دومین منبع بزرگ برق تجدیدپذیر نیوزیلند را تشکیل می‌دهد و تخمین زده می‌شود که جزیره شمالی پتانسیل تولید ۱۰۰۰ مگاوات برق را داشته باشد. با این حال، بهره‌برداری کامل ممکن است به دلیل ملاحظات اقتصادی، زیست‌محیطی و اجتماعی محدود شود. اکتشافات در جزیره جنوبی، چشم‌اندازهای زمین‌گرمایی را در زیر گسل آلپ آشکار کرده است، با این حال، مؤسسه علوم زمین‌شناسی و هسته‌ای (GNS) اظهار می‌کند که این منابع احتمالاً جزئی هستند و بیشتر برای استفاده مستقیم در مقیاس کوچک مناسبند تا برای تولید گسترده برق.
انرژی زمین‌گرمایی به دلیل عدم وابستگی به آب و هوا، به عنوان قابل اعتمادترین منبع انرژی تجدیدپذیر نیوزیلند، بالاتر از باد، خورشید و حتی برق آبی، توصیف شده است. همچنین با افزایش قیمت سوخت‌های پتروشیمی و بهره‌برداری از سایت‌های برق‌آبی آسان، این منبع به عنوان جذاب‌ترین منبع جدید انرژی در حال حاضر (دهه‌های ۲۰۰۰ و ۲۰۱۰) برای نیوزیلند توصیف شده است - تخمین زده شده است که ۱۰۰۰ مگاوات دیگر از منابع زمین‌گرمایی می‌تواند برای تولید برق استفاده شود.

## تولید برق
در سال ۲۰۲۱، نیوزیلند در مجموع ۴۵ تراوات ساعت برق تولید کرد که سهم منابع انرژی تجدیدپذیر ۸۱٪ یا ۳۶ تراوات ساعت بود. در میان این موارد، انرژی زمین‌گرمایی با تأمین ۱۹٪، جایگاه ویژه‌ای داشت. در طول دوره زمانی ۲۰۰۵ تا ۲۰۲۱، سهم انرژی‌های تجدیدپذیر در تولید برق به‌طور مداوم افزایش یافته است. به‌طور خاص، استفاده از منابع زمین گرمایی برای تولید برق افزایش قابل توجهی داشته و در این دوره ۱۶۵ درصد رشد داشته است.

## میدان‌های زمین‌گرمایی
اکتشاف میدان‌های زمین‌گرمایی نیوزیلند بسیار گسترده بوده است و تا دهه ۱۹۸۰، اکثر میدان‌ها نقشه‌برداری شده در نظر گرفته می‌شدند و ۱۲۹ میدان کشف شده بودند که ۱۴ مورد از آنها در رده ۷۰ تا ۱۴۰ قرار دارند. محدوده دمایی °C، ۷ در ۱۴۰–۲۲۰ محدوده °C و ۱۵ در >۲۲۰ محدوده درجه سانتیگراد. در حال حاضر، برخی از میدان‌های زمین‌گرمایی جدید بالقوه در حال بررسی هستند که هیچ نمود سطحی ندارند.
میدان‌های زمین‌گرمایی دمای بالای نیوزیلند عمدتاً در اطراف منطقه آتشفشانی تائوپو (که بیشترین ظرفیت تولید برق فعال فعلی را نیز دارد)، در مرکز جزیره شمالی، و یک میدان بزرگ دیگر در چشمه‌های نگاوها در نورث‌لند، متمرکز شده‌اند. با این حال، سیستم‌های بیشتری (که برخی از آنها به‌طور بالقوه قابل بهره‌برداری هستند) در سراسر کشور پراکنده شده‌اند، از دشت‌های هوراکی گرفته تا خلیج پلنتی و چشمه‌های آب گرم متعدد در جزیره جنوبی، که اکثر آنها با گسل‌ها و سایر ویژگی‌های تکتونیکی مرتبط هستند.
بسیاری از کاربردهای انرژی زمین‌گرمایی در نیوزیلند، بخار/سیال سرد شده را دوباره به میدان‌های زیرزمینی تزریق می‌کنند تا میدان‌ها را به عنوان منابع انرژی گسترش دهند یا به‌طور نامحدود از آنها استفاده کنند.

## تاریخچه

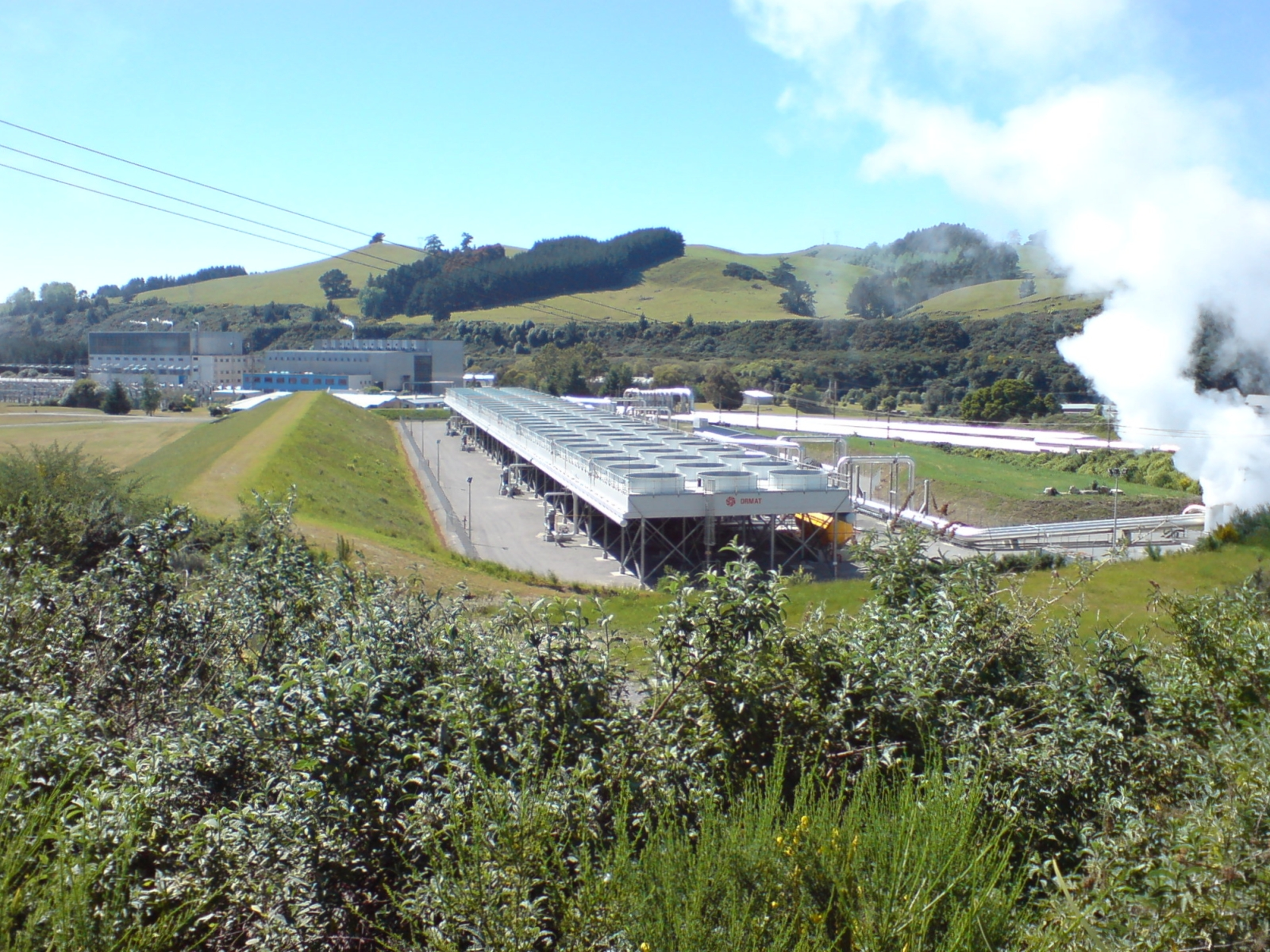
نیروگاه زمین‌گرمایی وایراکی

استفاده از انرژی زمین‌گرمایی در نیوزیلند به شدت به وایراکی، جایی که اولین نیروگاه زمین‌گرمایی در سال ۱۹۵۸ افتتاح شد، گره خورده است. در آن زمان، این تنها دومین کارخانه بزرگ موجود در سراسر جهان بوداولین کارخانه در لاردریلو، ایتالیا بود که در سال ۱۹۱۱ افتتاح شد. از آن زمان تاکنون چندین نیروگاه جدید و تجهیزات افزایش‌دهنده راندمان مرحله دوم اضافه شده‌اند، اگرچه به دلیل کاهش تولید بخار در طول یک دهه، مقداری از تولید بخار نیز کاهش یافته است؛ بنابراین، برخی از نیروگاه‌ها در حجم استخراج بخار محدود می‌شوند تا امکان بازسازی مزارع فراهم شود و درصدی از بخار/آب دوباره تزریق می‌شود.
بیش از شش دهه است که انرژی زمین‌گرمایی بخش کلیدی از چشم‌انداز برق نیوزیلند بوده است و اکثر تأسیسات آن در منطقه آتشفشانی تائوپو واقع شده‌اند. با نگاهی به آینده، پیش‌بینی می‌شود که تا سال ۲۰۳۰، برق تولید شده از منابع زمین‌گرمایی در نیوزیلند به تقریباً ۱۰٫۳ تراوات ساعت (TWh) برسد.

## تحقیق
تخصص قابل توجهی در تحقیقات زمین گرمایی در موسسات تحقیقاتی و دانشگاه‌های نیوزیلند وجود دارد. به‌طور خاص، در و برنامه زمین گرمایی در دانشگاه اوکلند. نیوزیلند همچنین یکی از کشورهای شریک در مشارکت بین‌المللی برای توسعه انرژی در کشورهای جزیره‌ای (EDIN) است. به عنوان بخشی از EDIN, نیوزیلند در پروژه‌های تحقیقاتی بین‌المللی برای ارزیابی و افزایش تولید برق زمین‌گرمایی در داخل کشور و همچنین در ۱۸ کشور جزیره‌ای اقیانوس آرام مشارکت دارد.

## قوانین و مقررات
قانون انرژی زمین گرمایی ۱۹۵۳
قانون انرژی زمین‌گرمایی مصوب ۱۹۵۳ توسط قانون مدیریت منابع مصوب ۱۹۹۱ (RMA) منسوخ شد. قانون انرژی زمین‌گرمایی، حقوق آب را اعطا کرد که عموماً با موافقت‌نامه‌های منابع RMA جایگزین شده‌اند.
مقررات انرژی زمین گرمایی ۱۹۶۱
مقررات انرژی زمین گرمایی مصوب ۱۹۶۱، نقش «بازرسان زمین گرمایی» را تعریف کرده و فرآیندهای مربوط به درخواست مجوزها و مجوزها را مشخص می‌کند.
قانون توانمندسازی انرژی زمین‌گرمایی شهر روتوروا ۱۹۶۷
قانون توانمندسازی انرژی زمین‌گرمایی شهر روتوروا مصوب ۱۹۶۷، قانونی است که به شورای شهر روتوروا اجازه می‌دهد تا مقرراتی را برای کنترل بهره‌برداری و استفاده از انرژی زمین‌گرمایی در شهر روتوروا وضع کند.
قانون مدیریت منابع ۱۹۹۱
قانون مدیریت منابع ۱۹۹۱ (RMA) یک قانون مهم و گاهی بحث‌برانگیز مجلس است که در سال ۱۹۹۱ تصویب شد. RMA دسترسی به منابع طبیعی و فیزیکی مانند زمین، هوا و آب را تنظیم می‌کند و استفاده پایدار از این منابع هدف اصلی آن است. وزارت محیط زیست نیوزیلند، RMA را به عنوان قانون اصلی نیوزیلند برای مدیریت محیط زیست توصیف می‌کند.
قانون مدیریت منابع، قانون اصلی کنترل استفاده از منابع زمین‌گرمایی در نیوزیلند است. انجمن زمین‌گرمایی نیوزیلند، رویه‌هایی را که در حال حاضر تحت RMA اتخاذ می‌شوند، بزرگ‌ترین مانع برای توسعه بیشتر زمین‌گرمایی می‌داند و معتقد است که «فرایند نظارتی منجر به تأخیرهای طولانی می‌شود که هزینه اولیه قابل توجهی را بر پروژه‌ها تحمیل می‌کند و از سودآوری مالی آنها می‌کاهد».